# Abrophyllum
Abrophyllum is een geslacht uit de familie Rousseaceae. De soorten komen voor in de Australische deelstaten New South Wales en Queensland. De soorten groeien in warmgematigde en subtropische regenwouden.

## Soorten
- Abrophyllum microcarpum (F.M.Bailey) Domin
- Abrophyllum ornans (F.Muell.) Hook.f.